# Said Husejinović
Said Husejinović (nascut el 13 de maig de 1988 en Zvornik) és un futbolista bosnià que actualment juga pel Werder Bremen.